# Rozmowy z Bogiem (Carvajal)
Rozmowy z Bogiem (hiszp. Hablar con Dios) - książka ks. Francisco Fernándeza Carvajala zawierająca rozważania na każdy dzień roku liturgicznego.

## Układ
Rozważania spisane w Rozmowach z Bogiem są podzielone na 7 tomów:
1. Tom I: Adwent i Boże Narodzenie
2. Tom II: wielki post i Wielkanoc
3. Tom III: Okres zwykły (1), Tygodnie I-XII
4. Tom IV: Okres zwykły (2), Tygodnie XIII-XXIII
5. Tom V: Okres zwykły (3), Tygodnie XXIV-XXXIV
6. Tom VI: Uroczystości i święta (1), Styczeń-Czerwiec
7. Tom VII: Uroczystości i święta (2), Lipiec-Grudzień

Pierwsza edycja składała się z ponad 450 rozmyślań, po 1 lub więcej na każdy dzień roku oraz po 3 na każdą niedzielę, dostosowanych do trzyletniego cyklu czytań liturgicznych. Zaktualizowane czwarte wydanie, liczące ponad 550 medytacji, zostało ukończone w roku 2004.

## Popularność
Książka doczekała się 2 mln egzemplarzy łącznego nakładu na całym świecie. Została przetłumaczona na angielski, francuski, niderlandzki, niemiecki, polski, portugalski, rumuński, słowacki, włoski.
Książka posiada także własną stronę internetową.
Angielska wersja książki jest dostępna w podglądzie poprzez Google Books.

## W Polsce
W Polsce książka posiada 3 wydania. Rozmowy z Bogiem dostępne są także w internecie na stronach społecznościowych.